# Купи ми Елиота
„Купи ми Елиота“ је српски филм направљен 1998. године у режији Дејана Зечевића. Главне улоге тумаче Никола Којо, Ивана Михић и Драган Бјелогрлић.

## Радња
Купи ми Елиота је урнебесна комедија која говори о тешким временима у којима све мора да се ради како би се дошло до пара.
Црнохуморна прича о младом саксофонисти Бокију коме се на врат качи агенција за наплату дугова, а из свега покушава да га спасе секретарица агенције, помешана је и са драматичним сценама и акцијом. Он је без посла и тоне из дуга у дуг. Све идеје о спасоносним „бизнисима“ пропадају и он на крају запада у ћорсокак, односно у подрум Агенције за наплату дугова... Рок да нађе новац је свега дванаест часова... Он телефоном позива свакога кога се сети и очајнички моли за помоћ... Наравно, нико више неће да чује за њега... Време неумитно тече.
Изненада, као последња сламка за коју се дављеник у мору бескрупулозних утеривача дугова може ухватити јесте плавуша која управо ради као секретарица у агенцији. Она је незадовољна својим послом, радо би побегла од опасних послодаваца. Између њих двоје јавља се узајамна наклоност, а и план за бекство...

## Улоге
| Глумац              | Улога                      |
| ------------------- | -------------------------- |
| Никола Којо         | Боки                       |
| Ивана Михић         | Ћора/Ники                  |
| Драган Бјелогрлић   | Антоније Костић, Костиљоне |
| Милорад Мандић      | Мон Блан                   |
| Бата Живојиновић    | Адам „Табакера“            |
| Небојша Илић        | Дики                       |
| Бранко Видаковић    | Власник коцкарнице         |
| Феђа Стојановић     | Гоги                       |
| Власта Велисављевић | Златар                     |
| Милутин Мићовић     | Дужник                     |
| Миња Војводић       | Кувар                      |
| Марко Баћовић       | Инспектор I                |
| Ерол Кадић          | Инспектор II               |
| Селимир Тошић       | Инспектор III              |
| Александар Матић    | телохранитељ               |

## Награде
- Врњачка Бања: Специјална награда за сценарио